# قیچی بانداژ

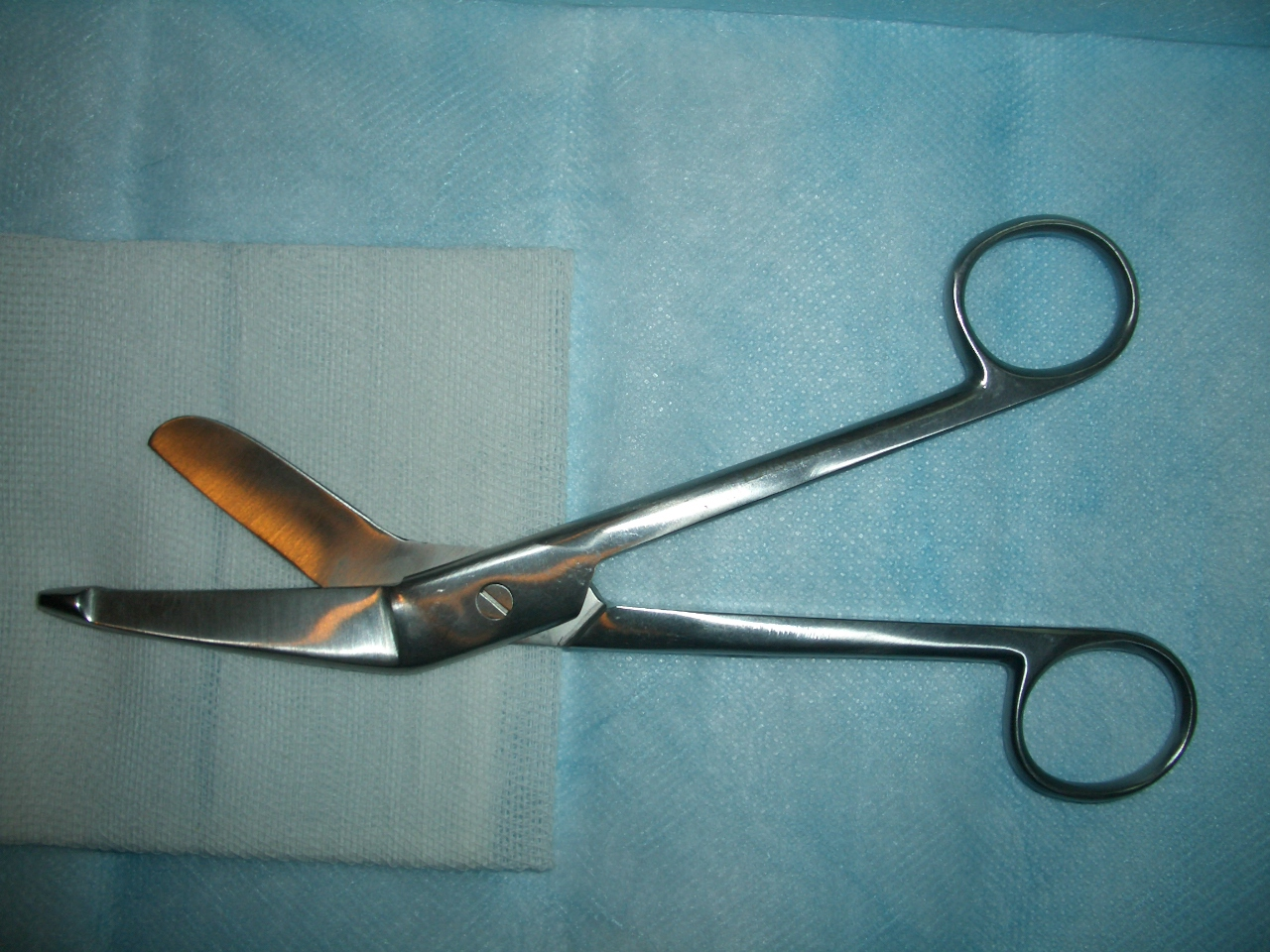
قیچی‌بانداژ

قیچی بانداژ (به انگلیسی: Bandage Scissors) ابزاری جهت برش باندهای بیمار بدون آسیب رساندن به پوست می‌باشد. این ابزار از دهانه‌ای با خصوصیت لبه کند و لبه تیز ساخته شده تا به پوست آسیب وارد نکند.

## کاربرد
- جهت برش زدن باندها
- جهت برش گازها به اندازه‌های برابر